# Сержант (фільм)
«Сержант» — радянський короткометражний художній фільм 1988 року, одна з трьох новел кіноальманаху «Місток» (інші новели «Гей, на лінкорі!», «Місток»).

## Сюжет
Сержант Шликов навчає молодих хлопців, з якими йому доведеться воювати в Афганістані. При закиданні в Афганістан дорога, по якій рухається їх колона в горах, виявляється замінованою. При розмінуванні сержант, не бажаючи наражати на небезпеку молодого солдата, відсилає його за водою. Від вибуху сам сержант Шликов гине — і хлопці несуть першу бойову втрату, з якою неможливо змиритися.

## У ролях
- Анатолій Котенєв — Сержант
- Дмитро Щєглов — епізод
- Ігор Нєупокоєв — епізод
- Олександр Рахленко — епізод
- Віктор Рибчинський — епізод
- Микола Рябченко — епізод
- Володимир Січкар — епізод
- Анатолій Мукасей — епізод
- Кямран Шахмарданов — епізод
- Чингіз Шаріфов — епізод
- Б. Міралібеков — епізод

## Знімальна група
- Режисер-постановник —  Станіслав Гайдук
- Автор сценарію —  Володимир Акімов
- Оператор-постановник — Анатолій Клейменов
- Художник-постановник — Олександр Чертович
- Звукорежисер —  Сергій Чупров
- Композитор — Олег Янченко